# Hans Adolph Brorson
Hans Adolph Brorson (født 20. juni 1694 i Randerup, død 3. juni 1764 i Ribe) var en dansk pietist, salmedigter og biskop i Ribe fra 1741 til 1764. Brorson betragtes som den vigtigste salmedigter i hele Danmark-Norge i 1700-tallet og hans salmer synges i hele Skandinavien. Brorson, Thomas Kingo og N.F.S. Grundtvig regnes for Danmarks tre store salmedigtere. Brorson boede længe i Taarnborg i Puggårdsgade i Ribe. Han var bror til Broder og Nicolai Brorson.

## Opvækst
Brorson voksede op på præstegården ved Randerup Kirke i Sønderjylland som den yngste af tre brødre. Hans far, Broder Brodersen, var præst i Randerup efter sin far igen, bondesønnen Broder Pedersen. Brorsons mor, Cathrine Margrethe, var datter af forvalteren på Trøjborg, Nicolai Clausen (oldefar til Jørgen Zoegas mor). Navnet Brodersen, som Brorson tog efter sin far, og benyttede i sin ungdom, ændrede han senere til Brorson. Han var kun ti år, da hans far døde. Enken giftede sig senere med sin mands efterfølger i embedet.
Den første undervisning fik han i hjemmet af sin far og senere af sin stedfar, præsten Oluf Holbek. I 1712 blev han student ved Ribe Katedralskole sammen med sin ældre bror Broder. Den ældste bror Niels (Nicolai) var dimitteret et par år forinden. Fra 1712 til 1716 studerede Brorson teologi ved Københavns Universitet. Hans to ældre brødre fuldførte uddannelsen på almindelig tid, mens Brorson fordybede sig i naturvidenskab, historie og sprog, og han var optaget af samtidens verdenslitteratur. I foråret 1715 blev han tildelt den ene af de to pladser, der var forbeholdt studenter fra Ribe ved Borchs Kollegium, og blev alumne; men senere fremkom det, at han havde betalt sin fætter Christoffer Pedersen fra Ballum 23 rigsdaler for pladsen. Den mistede han i øvrigt, da han ikke overholdt forpligtelsen til at disputere. I foråret 1717 forlod han København uden nogen eksamen. Studierne fejlede efter hans selvbiografiske værk Vita pga. overanstrengelse og sygdom.
Efter et kortere ophold hos sin ældste bror Niels, der var blevet sognepræst i Bedsted, og i Randerup hos sin stedfar, blev han huslærer hos sin morbror Nicolai Clausen, der var amtsforvalter ved Løgumkloster ved siden af stillingen som godsforvalter på Trøjborg. De fredelige omgivelser i den lille by og livet i en tættere familiekreds så ud til at give Brorson ro i sindet og tryghed i kirkens lære.
Erik Pontoppidan skrev om ham: "Han søgte at anvende sin Ensomhed til en inderligere Omgang med Gud i Christo, i hvilken Aandens Skole han under mange Prøvelser erfor Guds Troskab, ja ret fornam og saa, hvor venlig Herren er imod dem, som haabe paa ham."

## Vækkelsen
Som huslærer i Løgumkloster oplevede Brorson sin kristne vækkelse i pietistisk forstand. Pietismen kom fra Tyskland og greb Brorson-brødrene med stor kraft. Niels begyndte at holde gudelige forsamlinger i Bedsted, og Hans Adolph udviklede sig som salmedigter hos Enevold Ewald i Øster Højst. Pietismen kom stærkt til udtryk i Brorsons digtning:
Åh, hvilken Ære,
for Tanken altfor stor,
hans Barn at være
som i det Høje bor!
Når man er blevet
til Herren ret omvendt,
med Jesus ret bekendt,
i Himlen skrevet
med Lammets røde Prent!
I 1721 blev Brorson udnævnt til rektor i Holstebro af biskop Thura; men samme måned døde hans stedfar i Randerup, og hans morbror benyttede sig af, at kaldsretten hørte under godset Trøjborg, til at sikre Brorson embedet efter afdøde. Samme efterår fuldførte Brorson omsider sit studium i København, og overtog præsteembedet i Randerup efter sin stedfar i foråret 1722. Kort tid efter giftede han sig med sin kusine, den 16-årige Cathrine Stenbæk Clausen, som han havde undervist i Løgumkloster. Samtidig var Broder Brorson blevet præst i Mjolden Sogn ved Randerup.

## Præst i Tønder
Mens provst Reimarus i Tønder havde bedt hertugen om at jage de efter hans mening ugudelige og genstridige sognebørn til kirke, fandt provst Johann Hermann Schrader en anden løsning: Han ansatte i 1729 Brorson som dansksproglig tredjepræst, specielt tilknyttet landsognets dansktalende menighed, hvor hovedlandsbyen var Emmerske nord for Tønder. Brorson blev første indehaver af det nye embede, og Schrader forestod en indsamling og opførelsen af et kombineret skole- og bedehus til brug for den nye præst. Emmerske bedehus fra 1730 - i øvrigt Danmarks eneste stråtækte kirkebygning  - var kirke for Tønder landsogn helt frem til 2012. Hver søndag holdt Brorson sine bedetimer i bygningen, der i dag huser en efterskole.
Kong Christian 6. blev efterhånden opmærksom på Brorson-brødrene, "det rare kløverblad fra Randerup" kaldet. I 1737 blev Broder udnævnt til biskop i Ålborg, og Hans Adolph til hans efterfølger som stiftsprovst i Ribe. Det sagdes at være linjen - gik alle konger frem i rad fra salmen Op, al den ting, som Gud har gjort, der greb kongen så stærkt.
Fra sin barndom kendte Brorson til stormfloderne ved Jyllands vestkyst, hvor en stormflod i 1634 - hans farfars tid - blev husket som den "anden store menneskedrukning", hvor vandstanden nåede godt 6 meter over det normale. Det kan have inspireret til linjerne
Gik alle konger frem på rad
i deres magt og vælde,
de mægted ej det mindste blad
at sætte på en nælde.
Brorson skriver i sit Vita:
| Citat | Ved den Tiid begyndte hand at faae mere Indsigt i den sande Christendoms Beskaffenhed, under adskillige Fristelser, i uophørlige Bønner og aandelige Betragtninger at smage Evangelii Sødhed, og paa saadan Maaade desto glædeligere at fortsette sit Studium Theologicum | Citat |
|       | |       |

## Salmedigtningen
I 1731 udgav Johann Hermann Schrader salmebogen Vollständiges Gesang-Buch, også kendt som Tønder-Salmebogen. Den var for de tysktalende i Tønder. I 1732 udgav Brorson et lille beskedent hæfte, beregnet for den dansktalende del af befolkningen i byen. Hæftet hed Nogle Jule-Psalmer/ GUD til Ære Og Christne-Siæle/ i sær siin elskelige Meenighed til Opmuntring til den forestaaende Glædelige Jule-Fest Eenfoldig og i Hast sammenskrevne Af H. A. B.
Hæftet rummer Brorsons kendte julesalmer som Mit Hierte altid vancker, Her kommer dine arme smaa, I denne søde Juletid, to nytårssalmer og en oversat salme om opstandelsen. Brorson var frem for alt julens digter. Mens Kingo helst skrev om påsken og Grundtvig helst om pinsen, var julen for Brorson en glædesfest:
I denne søde juletid
bør man sig ret fornøje,
og bruge al sin kunst og flid
Guds nåde at ophøje.
I de næste år udgav Brorson 11 hæfter med titler for de seneres vedkommende fra afsnittene i Tønder-Salmebogen. I 1733 kom Nogle Paaske-Psalmer, hvoraf en tredjedel var originale, mens to tredjedele var oversættelser. I 1734 fulgte Nogle Pintse-Psalmer, der kun var oversættelser.
Da Brorson i 1739 overtog sin bror Broder Brorsons embede som stiftsprovst i Ribe, valgte han at samle alle de små Tønder-hæfter i en udgave, som fik navnet Troens Rare Klenodie. Den udkom i 1739.
Brorsons salmedigtning er præget af personlig omvendelse og tro, pligten til efterfølgelse af Jesus i en gudløs verden og dyb interesse for troens oplevelses- og erfaringsdimensioner. Den spiritualitet, som kommer til udtryk, rækker blandt andet tilbage til tidligere mystikere som fx Bernhard af Clairvaux.
Den store hvide flok vi se er en gendigtning af Johannes Åbenbaring 7,9-17. Den salme spillede NRK på repeat da Bodø blev sønderbombet 27. maj 1940.

## Biskop over Ribe Stift
I 1741 blev Brorson biskop over Ribe Stift. Det embede sad han i til sin død.
Trods al fromhed havde Brorson næppe noget lykkeligt liv i Ribe. Det ældste af børnene, Nikolaj, blev som 12-årig lam i underkroppen og på grund af en tiltagende sindssyge holdt indespærret i et værelse med tremmer for dør og vindue i 20 år. Mens Brorson var til bispevielse i København, døde hans hustru i barselseng med deres 13. barn. Samtidig havde han tunge anfægtelser over at have været for hård ved den Herrnhutiske Brødremenighed, som han havde haft sympati med fra tiden i Tønder . Hans embede som biskop tvang ham dog til at stille sig kritisk over for gruppen.
I 1764 tog en lungebetændelse livet af ham. Efter hans død fandt hans sønner nogle efterladte salmer, som de udgav i hæftet Svane-Sang.
I Ribe er Brorson til stede i det daglige, ikke kun ved Taarnborg og statuen af ham udenfor Ribe Domkirke, men også gennem klokkespillet, der spiller tonerne fra hans salmer over den gamle by kl. 8.00, 9.00 og 18.00.
Brorsons Kirke på Nørrebro i København er opkaldt efter den store danske salmedigter.
- Tavle på Den gamle Domskole i Ribe
- Buste ved Tønder Kristkirke
- Tavle på Tårnborg i Ribe
- Statue ved Domkirken i Ribe udført af August Saabye
- Mindesten ved Randerup Kirke
- Indvielsesdigt fra 1757 i Sankt Nicolai Kirke i Kolding
- Johanne Christines gravsten i Varde
- Nicolai Brorsons gravsten i Varde

## Kendte salmer af Brorson
- Op, al den ting, som Gud har gjort
- Den yndigste rose er funden
- Stå fast, min sjæl, stå fast
- Sange på Wikisource

Derudover Lissabons ynkelige Undergang ved Jordskiælv den 1. November 1755.